# Bionaz
Bionaz is een gemeente in de Italiaanse regio Aostadal en telt 244 inwoners (31-12-2004). De oppervlakte bedraagt 140,6 km², de bevolkingsdichtheid is 2 inwoners per km².

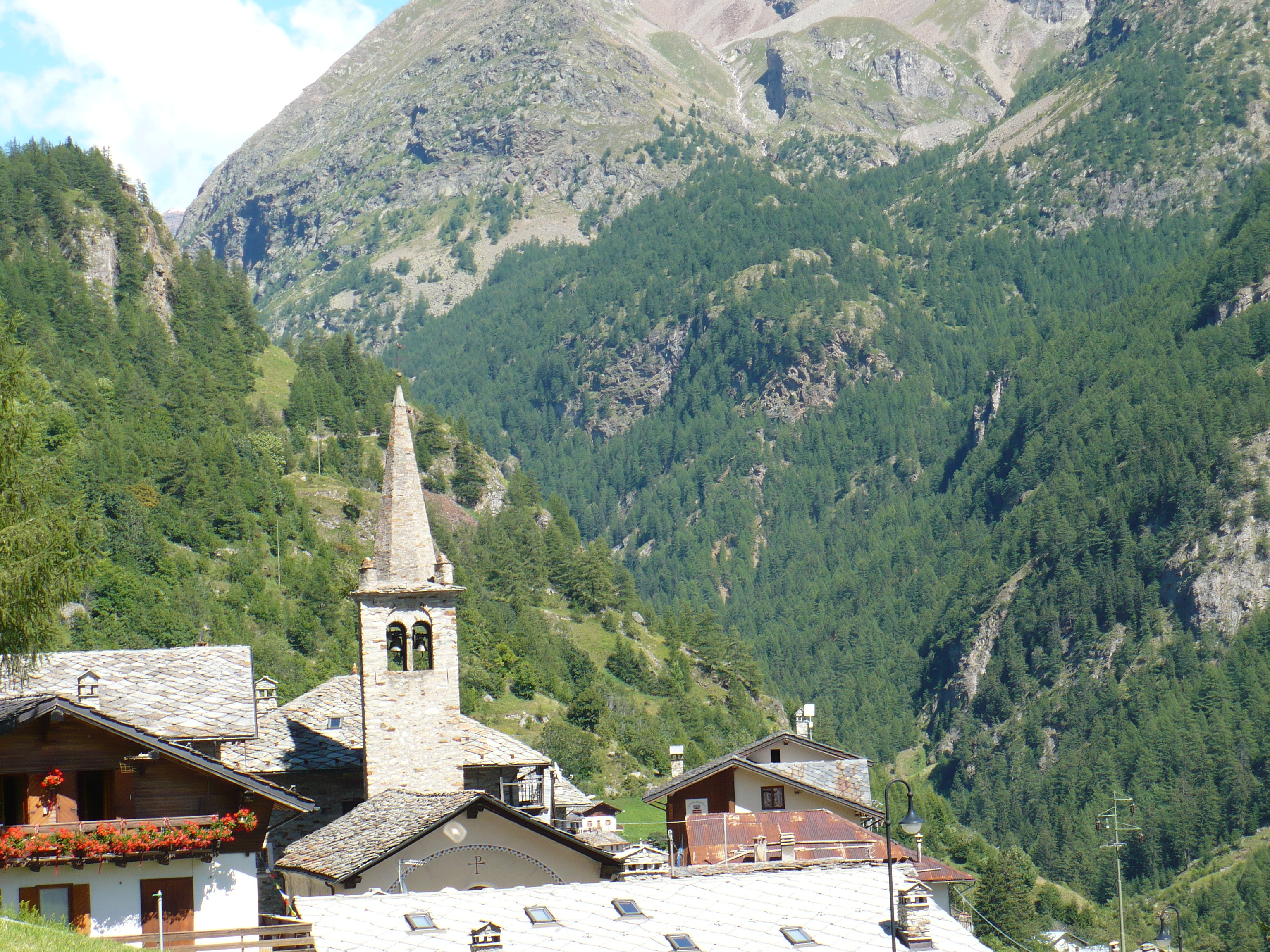
Bionaz
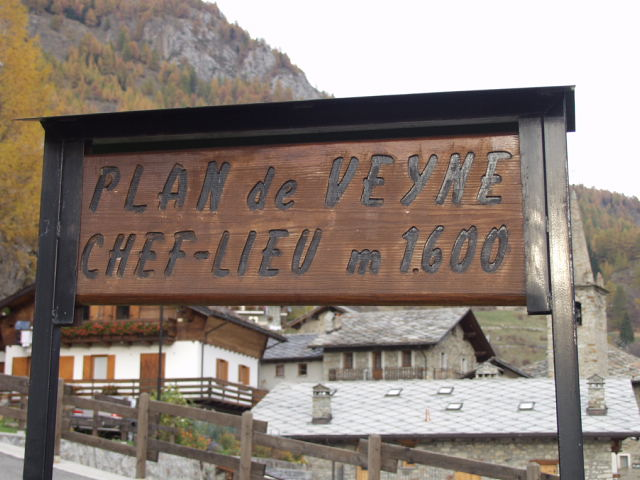
Verkeersbord in Plan-de-Veyne
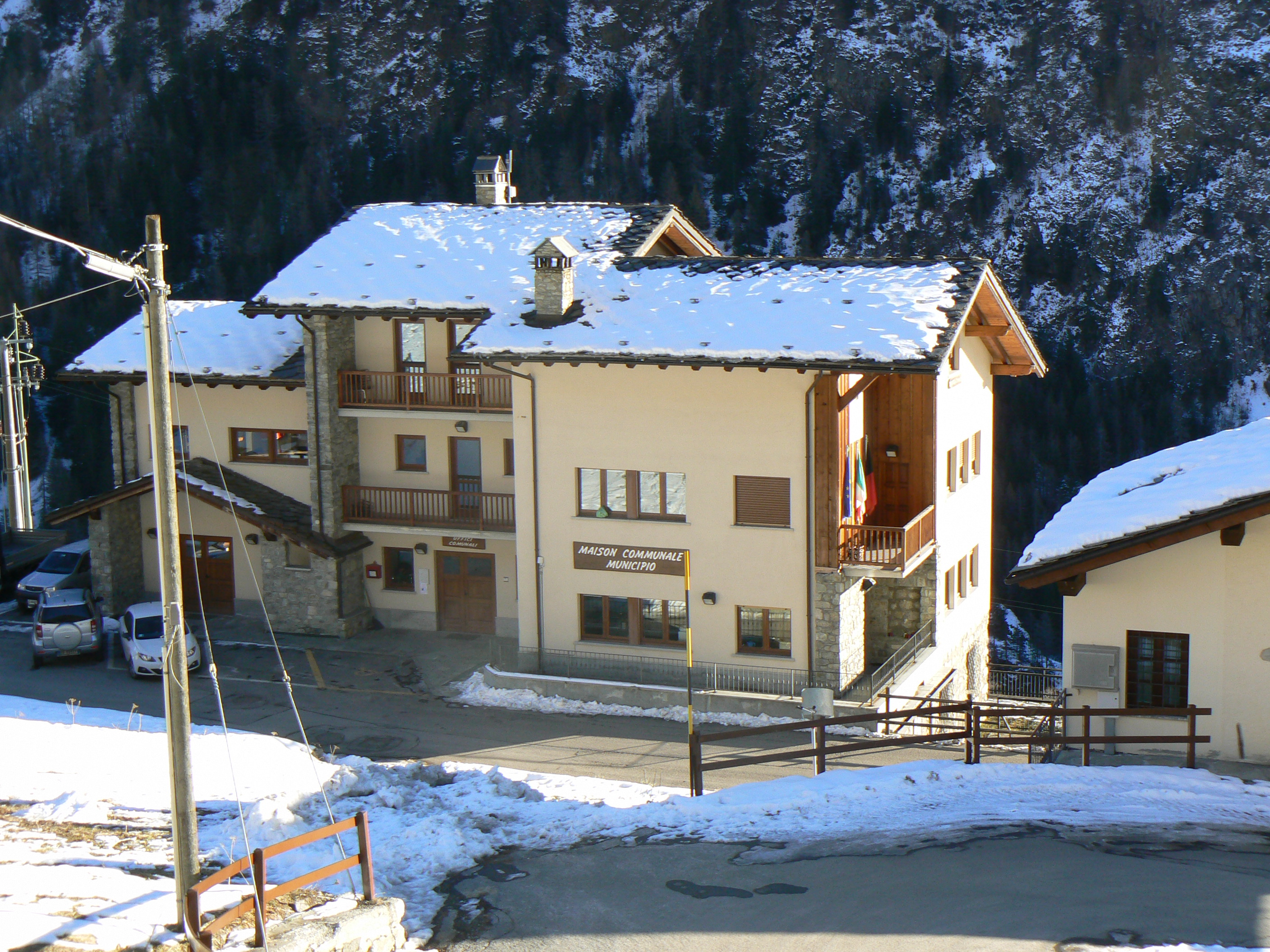
Gemeentehuis

## Demografie
Bionaz telt ongeveer 133 huishoudens. Het aantal inwoners daalde in de periode 1991-2001 met 8,1% volgens cijfers uit de tienjaarlijkse volkstellingen van ISTAT.
| Jaar | Inwoneraantal |
| ---- | ------------- |
| 1991 | 260           |
| 2001 | 239           |

## Geografie
De gemeente ligt op ongeveer 1606 m boven zeeniveau.
Bionaz grenst aan de volgende gemeenten: Bagnes (CH-VS), Evolène (CH-VS), Nus, Ollomont, Oyace, Torgnon, Valtournenche, Zermatt (CH-VS).